# Бартош Ціхоцький
Бартош Ян Ціхоцький (пол. Bartosz Jan Cichocki, нар. 12 серпня 1976, Варшава, Польща) — польський історик, політолог та дипломат. Посол Польщі в Україні (2019—2023).

## Життєпис
Народився 12 серпня 1976 року у Варшаві. Закінчив Інститут історії Варшавського університету, довгий час спеціалізувався у східній проблематиці.
Професійний досвід Ціхоцького формувався в Центрі «KARTA» і Осередку Східних досліджень ім. Марека Карпа як аналітика регіональної політики Росії, в Польському Інституті міжнародних справ — як координатора програми «Росія-Євразія». У Бюро Національної безпеки Республіки Польща він займався питаннями міжнародної політики і безпеки Росії, пізніше у цій установі керував Відділом міжнародних справ.
У період 2015—2016 Ціхоцький працював у Москві в Посольстві Республіки Польща в Російській Федерації, де відповідав за двосторонні стосунки і контакти з мас-медіа. До 2017 р. був радником голови Агентства Розвідки у Варшаві. 2017 року був заступником державного секретаря з питань безпеки, східної політики та європейської політики при Міністерстві закордонних справ Польщі. В період з квітня 2017 р. до березня 2019 р. працював на посаді заступника міністра в Міністерстві Закордонних справ Республіки Польща. 1 лютого 2018 року — Прем'єр-міністр Матеуш Моравецький доручив йому виконувати функції голови правово-історичного діалогу з Ізраїлем.
З 11 березня 2019 року Надзвичайний і Повноважний Посол Польщі в Україні. 16 травня 2019 року вручив вірчі грамоти Президенту України Петрові Порошенку.

На початку повномасштабного російського вторгнення у 2022 році став єдиним послом країни Європейського Союзу, який залишився у Києві. Займався координацією доставки польської військової та гуманітарної допомоги. Восени 2023 його замінив на посаді посла Ярослав Гузи.

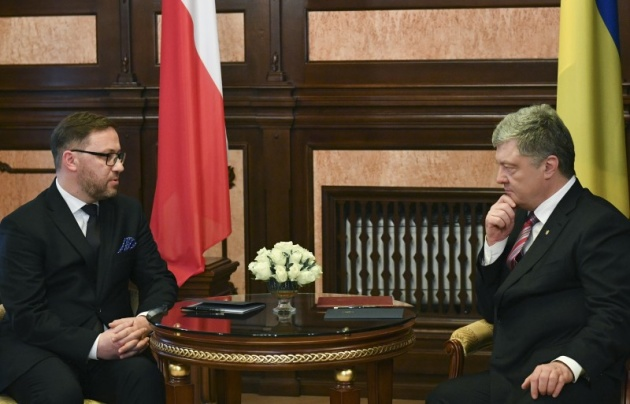
Президент України Петро Порошенко та посол Польщі Бартош Цихоцькі 16 травня 2019 року

## Нагороди
- Офіцерський Хрест ордена Відродження Польщі (2024)[7]
- Орден «За заслуги» II ст. (Україна, 2 червня 2022) — за вагомі особисті заслуги у зміцненні міждержавного співробітництва, підтримку незалежності та територіальної цілісності України, плідну дипломатичну діяльність[8]
- Хрест Заслуги (Україна, 2 червня 2022)[9]